# 愛知県道439号能登瀬新城線
愛知県道439号能登瀬新城線（あいちけんどう439ごう のとせしんしろせん）は、愛知県新城市内を通る一般県道である。

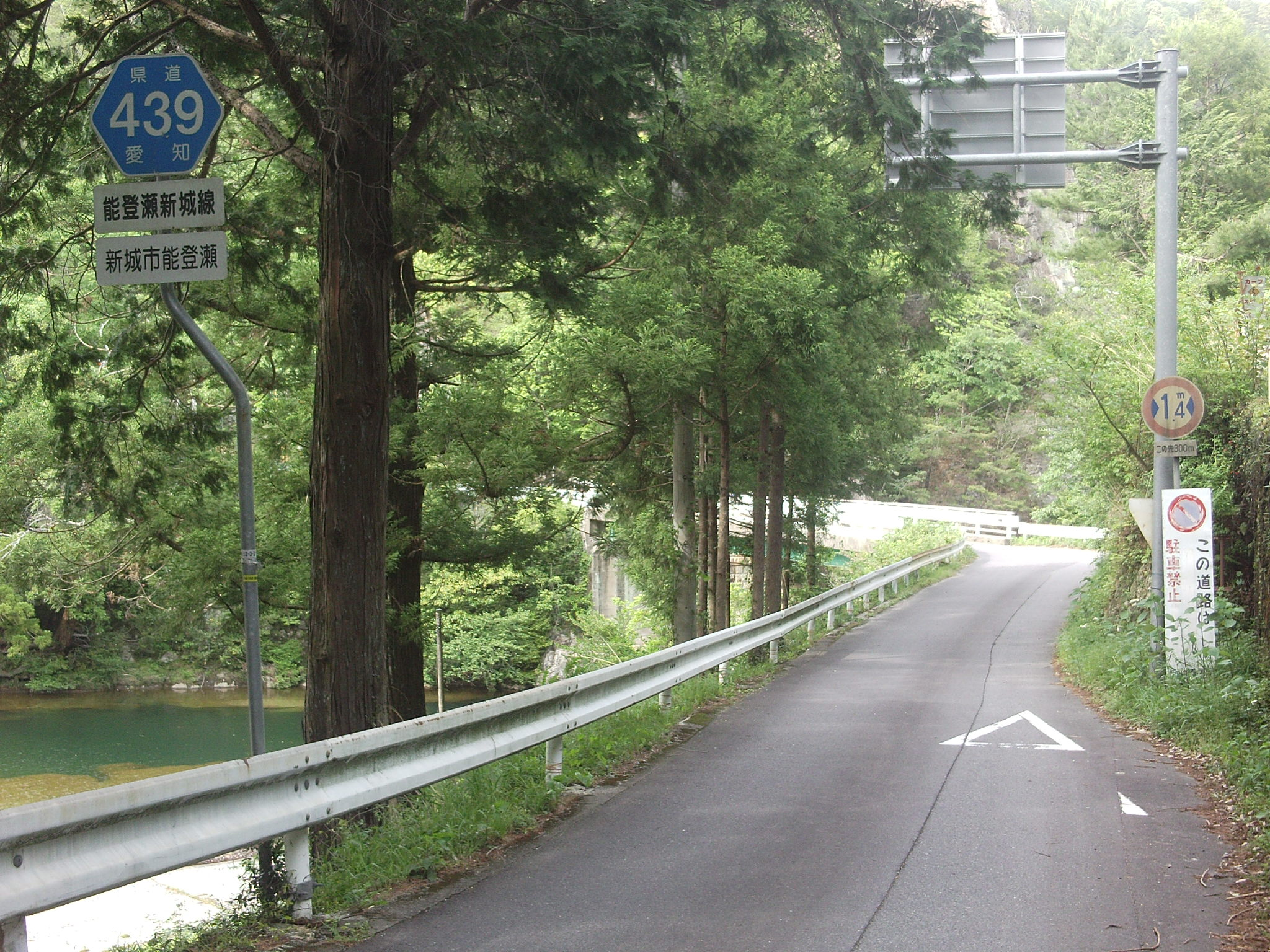
起点の能登瀬。宇連川沿いにJR飯田線と併走する区間は軽自動車以下の車幅でなければ通行困難。普通自動車以上はほぼ通ることはできない。区間は湯谷温泉手前まで。

## 概要
豊川（宇連川）沿いの山間部から新城市街との間をほぼ全区間国道151号に並行して走り、一部はその旧道が当路線となっているほか重複区間もある。
起点から湯谷温泉の旅館街を抜けるまでは1車線の狭路で大型車通行不能。特に宇連川とJR飯田線に挟まれるように走る約1.2kmの区間は車幅1.5mの通行規制があり、待避スペースも少なく軽自動車であっても通行には注意を要する。
川路夜燈交差点から中町交差点までは上述の元・国道151号区間である。新城の旧市街となる平井交差点から東新町交差点の間に曲尺手（屈曲部）が2箇所あり、その先の市中心部：現・愛知県道446号新城停車場線～国道301号にかけても最小限の幅員で2車線しかなく、新城パイパス開通前の国道時代はネックとなっていたが、清井田交差点 - 八束穂跨線橋 -  大宮交差点間の新城バイパスが2010年（平成22年）3月26日に開通し国道が完全にバイパスへ移行したことで混雑は解消した。

### 路線データ
- 起点：愛知県新城市能登瀬字上ノ段
- 終点：愛知県新城市城北2丁目（新城警察署南交差点）
- 総延長：約18.3km

## 沿革
- 1959年12月15日：認定
- 2016年 新東名高速道路開通に付帯した新城市有海地内の区画整理に伴い、経路を鳥居駅前から新東名沿いに変更

## 通過する自治体
- 愛知県
  - 新城市

## 交差・接続する道路
- 国道151号（新城市能登瀬字上ノ段で分岐、新城市井代字星越：湯谷大橋東・大野交差点間で重複、新城警察署南交差点で交差）
- 槙原林道（新城市豊岡字前山）
- 愛知県道524号門谷豊岡線（鳳来寺山パークウェイ、新城市豊岡字地蔵元）
- 愛知県道505号渋川鳳来線（明治橋西交差点）
- 愛知県道442号鳳来佐久間線（同上）
- 国道257号（新城市乗本川向：乗本交差点、交差）
- 愛知県道69号豊橋乗本線（乗本交差点・乗本字舟津：牛渕橋東詰間で重複）
- 愛知県道443号富岡大海線（乗本字舟津：牛渕橋東詰・有海字並松間で重複）
  - 新城市有海字並松の新東名高速道路交差部南に位置する丁字路では、交差道路標識（通称・卒塔婆）が南北両方向とも439号、東へ分岐する牛渕橋方面が443号となっている。
- 旧・国道151号（新城IC、道の駅もっくる新城方面：川路夜燈交差点）
- 愛知県道392号・静岡県道303号新城引佐線（平井交差点）
- 旧・愛知県道444号東新町停車場線（東新町交差点）
- 愛知県道446号新城停車場線（中町交差点：直進）
- 愛知県道437号作手清岳新城線（新城警察署南交差点：直進）

## 沿線周辺
- JR飯田線 三河槙原駅
- 鳳来峡
- 湯谷温泉
- JR飯田線 湯谷温泉駅
- JR飯田線 三河大野駅
- 豊川用水大野頭首工
- 赤引温泉
- JR飯田線 鳥居駅
- 勝楽寺
- JR飯田線 三河東郷駅
- ドラッグスギヤマ 新城東店
- 三菱UFJ銀行 新城支店
- 新城地域文化広場
  - 新城文化会館
  - 新城図書館
- 新城市役所
- JA愛知東 中央支店
- クスリのアオキ 新城店
- ホテルルートイン新城
- ピアゴ 新城店
- 新城郵便局
- スギ薬局 新城店

## 別名
- 新城中央通り（新城市）
- 栄町通り（新城市）
- 街並通り（新城市）